# Єсениці (община)
Община Єсениці (словен. Občina Jesenice) — одна з общин в північно-західній Словенії. Адміністративним центром є місто Єсениці. Община займає більшу частину долини річки Сава. На півночі межує з Австрією.

## Населення
У 2010 році в общині проживало 21650 осіб, 10850 чоловіків і 10800 жінок. Чисельність економічно активного населення (за місцем проживання), 8786 осіб. Середня щомісячна чиста заробітна плата одного працівника (EUR), 942,65 (в середньому по Словенії 966.62). Приблизно кожен другий житель у громаді має автомобіль (45 автомобілів на 100 жителів). Середній вік жителів склав 41,8 роки (в середньому по Словенії 41.6).